# Thomas Kamphuis
Thomas Kamphuis (1969) is een Nederlands auteur, onderzoeker en taxateur van voorwerpen uit de Vikingtijd (800 - 1100 na Chr.).

## Werk
In zijn boeken komen de lokale geschiedenis van de (voormalige) buurtschappen Spoolde, Westenholte, Frankhuis en Mastenbroek aan bod. Daarnaast schrijft hij over de Vikingtijd, in het bijzonder over de voorwerpen en de specifieke decoratiestijlen van de Vikingen en omringende volkeren uit die periode (800 - 1100 na Chr.).
Op zijn Nederlandstalige website publiceert hij over de voorwerpen van de Vikingen, maar ook over muziek en boeken (recensies), de natuur en reizen die hij maakt.